# Marceline Mondjiba
Marceline Mondjiba Akondowa, née le 23 octobre 1969 à Kananga, est une femme politique congolaise, originaire de la province de la Mongala. elle est la première femme à diriger la province de la Mongala en tant que commissaire spéciale, à la suite du démembrement du Grand Équateur, qui a entraîné la transformation de l'ancien district de la Mongala en province,.